# Katja Haupt

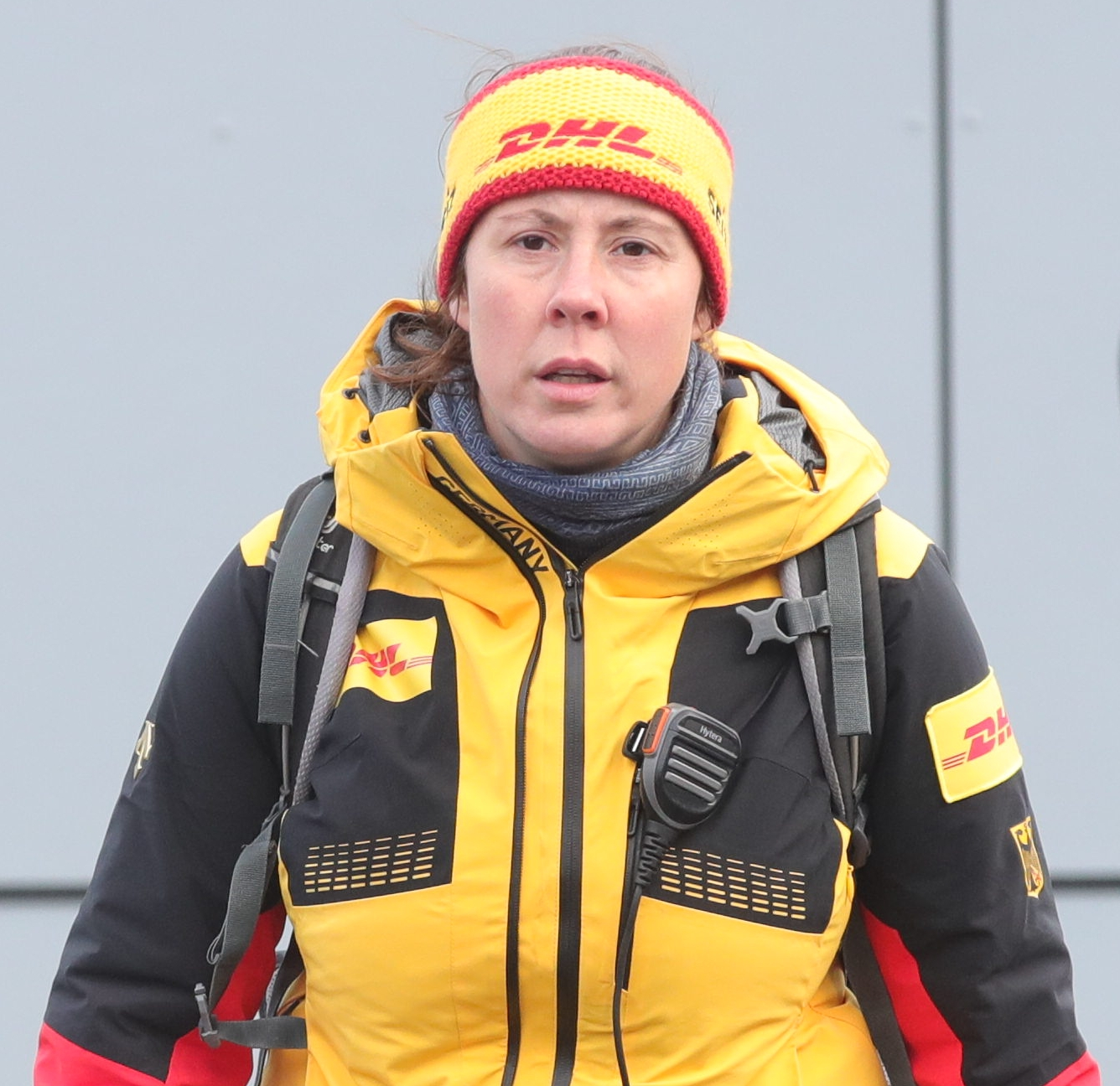
Katja Haupt, 2023

Katja Haupt (* 1985) ist eine deutsche Rennrodeltrainerin.

## Leben
Haupt absolvierte von 2003 bis 2007 ein Studium der Sportwissenschaft an der Friedrich-Schiller-Universität Jena, welches sie mit Diplom abschloss. Im Dezember 2007 übernahm sie den Posten der hauptamtlichen Landestrainerin für die Disziplin Rennrodeln beim Nordrhein-Westfälischer Schlitten- und Bobsportverband am Stützpunkt in Winterberg. Dort trainierte sie in den folgenden Jahren unter anderem Christian Paffe, Cheyenne Rosenthal, Robin Geueke und David Gamm. Den Doppelsitzer Geueke/Gamm begleitete sie bis in das Weltcupaufgebot, Rosenthal begleitete sie zum Gewinn der Weltmeisterschaft 2022 im Doppelsitzer der Frauen (zusammen mit Jessica Degenhardt vom Altenberger Stützpunkt). In den 15 Jahren ihrer Tätigkeit als hauptamtliche Landestrainerin leitete sie ein dreiköpfiges Trainerteam am Stützpunkt, welches 2022 aus Steffen Wöller, Denny Benndorf und Frank Soccal bestand.
Zum 1. Januar 2023 wurde sie Bundestützpunkttrainerin des Bob- und Schlittenverbands für Deutschland am Stützpunkt Winterberg und rückte damit in das Rodel-Weltcupteam um Norbert Loch, Torsten Görlitzer, Patric Leitner und Jan Eichhorn. Ihre Stelle ist bis zum 31. Dezember 2026, dem Ende des Olympiazyklus 2023–2026, befristet.